# Beringin Jaya (Mesuji Makmur)
Beringin Jaya is een bestuurslaag in het regentschap Ogan Komering Ilir van de provincie Zuid-Sumatra, Indonesië. Beringin Jaya telt 2129 inwoners (volkstelling 2010).